# Màlie Manadixi
Màlie Manadixi (en rus: Малые Манадыши) és un poble de la República de Mordòvia, a Rússia, segons el cens del 2010 tenia 42 habitants, pertany al municipi d'Atiàixevo.